# Rhinocerus

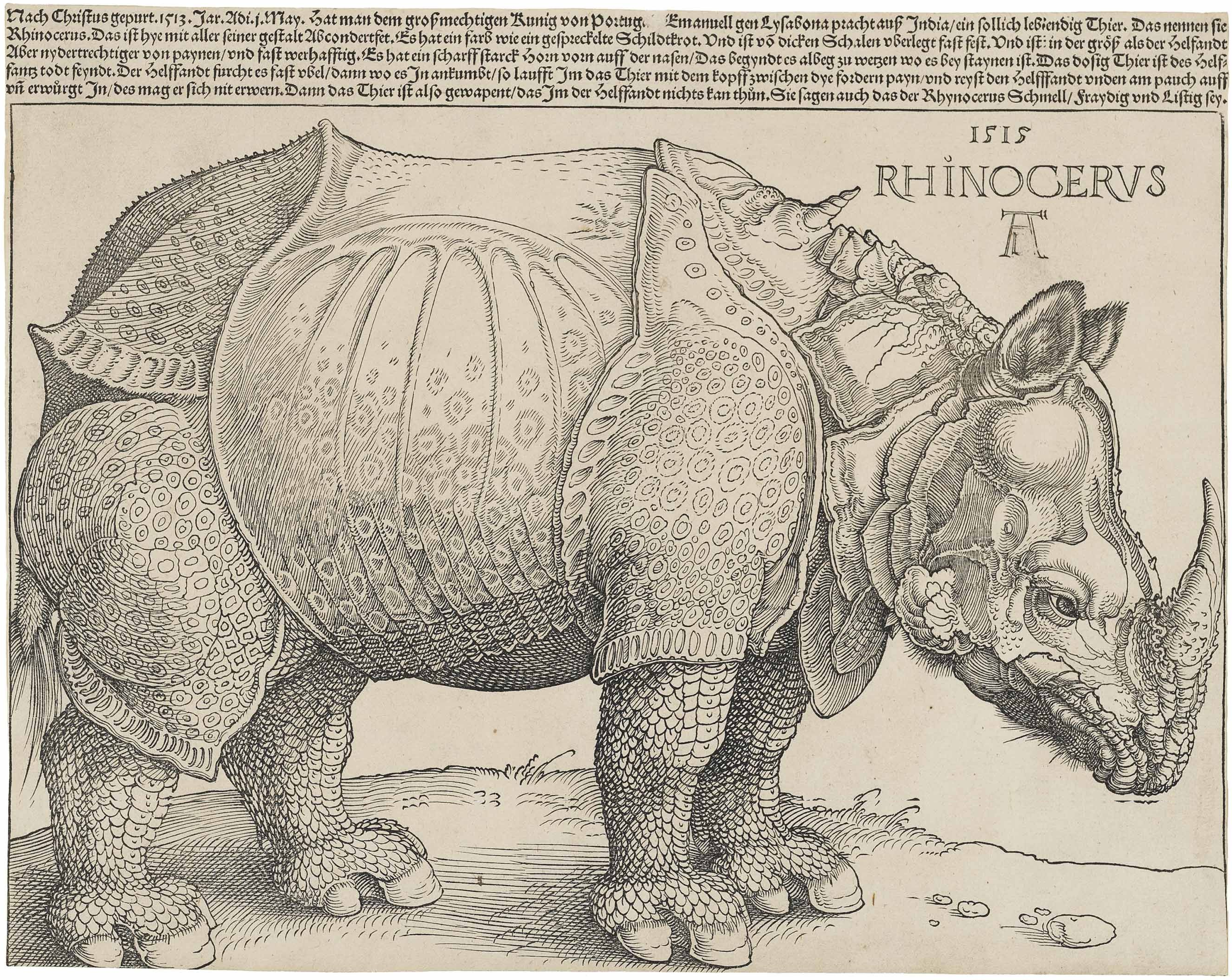
„Rhinocerus“ von Albrecht Dürer aus dem Jahre 1515

Rhinocerus ist der Titel eines grafischen Werkes von Albrecht Dürer aus dem Jahre 1515.
Der Holzschnitt stellt ein aus Indien stammendes Panzernashorn dar, das 1515 nach Lissabon gelangt und von dort noch im selben Jahr auf eine Reise nach Rom geschickt worden war, wo es nach einem Schiffbruch nicht lebend ankam. Dürer hatte das Nashorn selbst nie gesehen; der Holzschnitt basierte auf einer Beschreibung und der Skizze eines unbekannten Künstlers, der das Tier in Augenschein genommen hatte.

## Das Panzernashorn

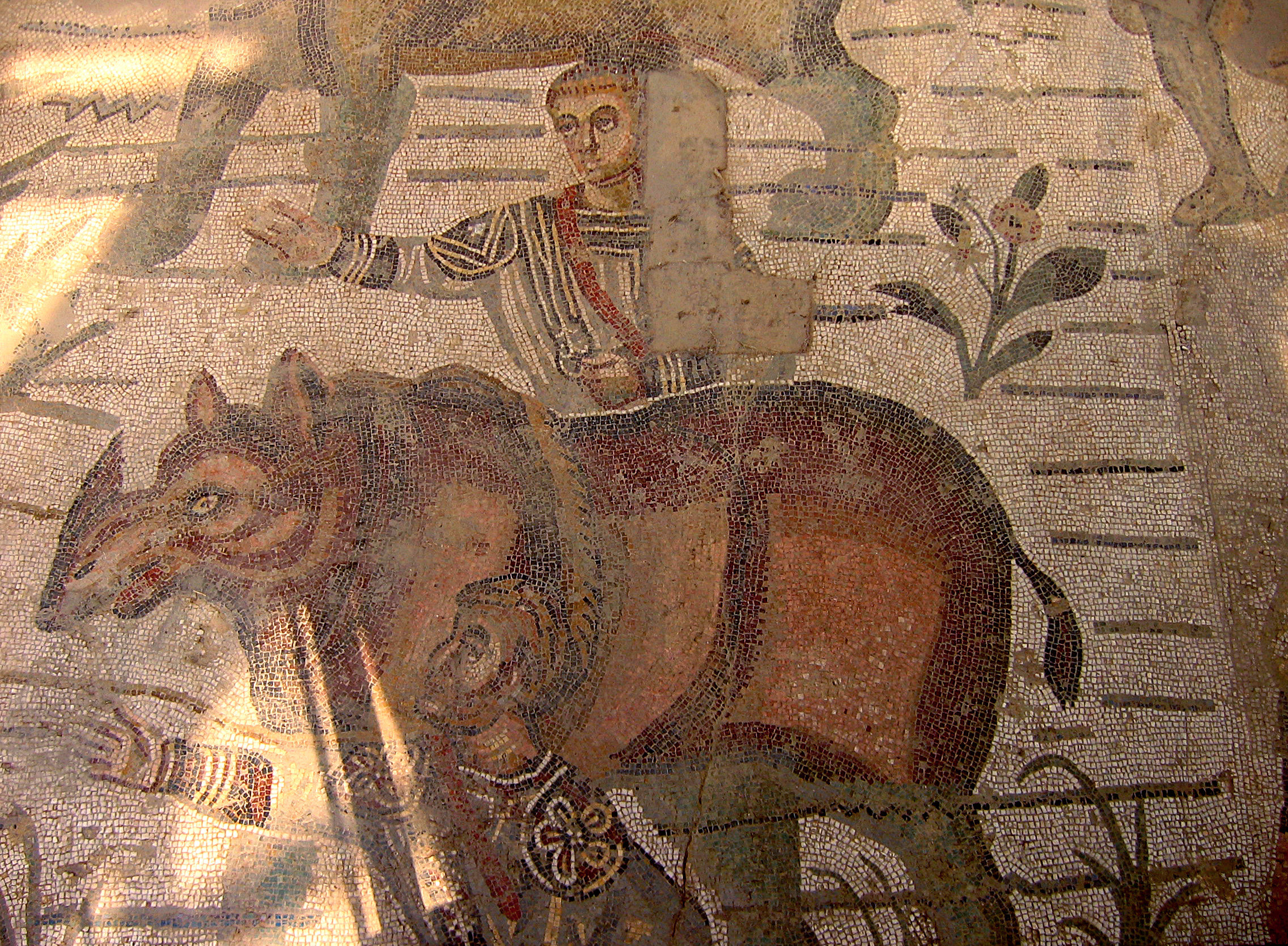
Mosaik, 3./4. Jahrhundert, römisch. Villa del Casale, Sizilien

Das abgebildete Nashorn war mit großer Wahrscheinlichkeit das erste lebende Exemplar seiner Art seit dem 3. Jahrhundert, das in Europa zu sehen war; Belege weisen Nashörner in den Wildgehegen von Herrschern Roms nach, Domitian, Commodus und Caracalla sollen Tiere dieser Art besessen haben. Dürers Holzschnitt hat durch den rüstungsartigen Ausdruck des Dickhäuters vermutlich nicht unwesentlich dazu beigetragen, dass das asiatische Rhinoceros unicornis im Deutschen die Bezeichnung „Panzernashorn“ erhielt. Bis zur zweiten Hälfte des 18. Jahrhunderts erachtete man seine Darstellung als eine naturgetreue Wiedergabe, und der Holzschnitt wurde mehrfach kopiert, neu gedruckt und vertrieben. Erst als in den 1740er und 1750er Jahren das Rhinozeros Clara in Europa gezeigt wurde, kamen zunehmend Abbildungen in Umlauf, die nach dem Leben gefertigt worden waren.

### Geschenk aus Asien

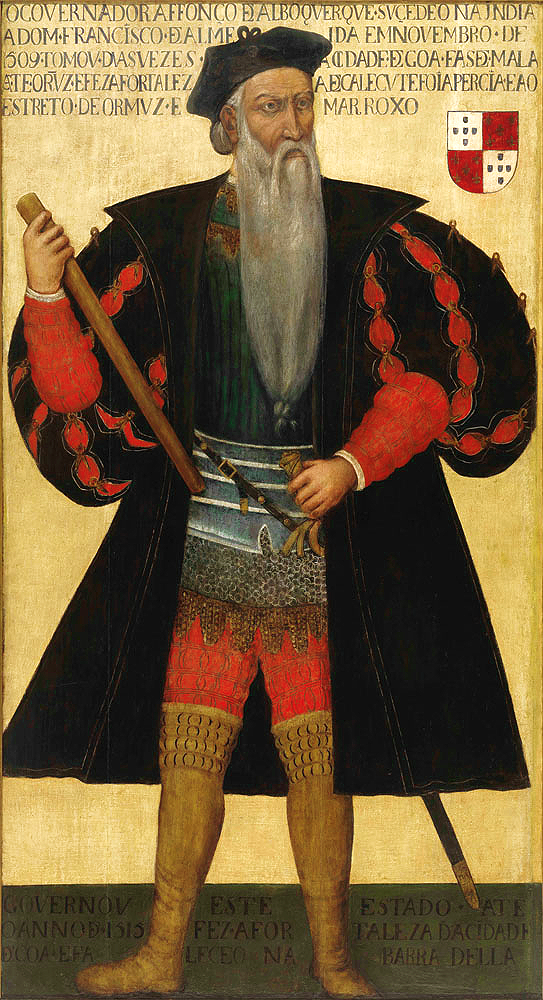
Afonso de Albuquerque (1453–1515), zweiter Gouverneur von Indien unter Manuel I. von Portugal

Am 20. Mai 1515 landete ein Nashorn im Hafen von Lissabon; es war der bis dahin ungewöhnlichste Import der erst seit wenigen Jahren bestehenden Seeroute nach Indien. Die Portugiesen waren erfolgreich gewesen, wo Columbus versagt hatte; auf den Spuren früherer portugiesischer Seefahrer waren sie der westafrikanischen Küste gefolgt, hatten das Kap der Guten Hoffnung umrundet und waren nach Durchquerung des Arabischen Meeres 1498 nach Indien gelangt. In den folgenden Jahrzehnten spielte Portugal eine wesentliche Rolle im lukrativen Gewürzhandel. Die Portugiesen eroberten unter Führung von Afonso de Albuquerque im November 1510 das zu Indien gehörige Goa und machten es zu ihrer wichtigsten Handelsniederlassung; weitere fünfzig befestigte Siedlungen entlang der indischen Westküste dienten als Handelsstützpunkte. Der Austausch offizieller Geschenke begleitete die Verhandlungen mit den lokalen Herrschern.
Afonso de Albuquerque, der Vertreter der portugiesischen Krone in Indien, hatte das Nashorn zu Beginn des Jahres 1514 von Sultan Muzafar II., dem Herrscher von Cambay (im heutigen Gujarat) als Bestandteil eines solchen diplomatischen Geschenkeaustausches erhalten. De Albuquerque beschloss, das Nashorn, in der Landessprache ganda, seinem König, Manuel I. von Portugal, zum Geschenk zu machen. An Bord der „Nossa Senhora da Ajuda“ und in Begleitung zweier weiterer portugiesischer Schiffe verließ das Nashorn zusammen mit seinem indischen Wärter Ocem im Januar 1515 Goa und segelte mit kurzen Aufenthalten in Mosambik, St. Helena und auf den Azoren nach Lissabon. Nach einer Seereise von 120 Tagen wurde das Nashorn in der Nähe des sich im Bau befindlichen Belem-Turms an Land gebracht. Der Turm erhielt später an seiner Nordwestseite die Skulptur eines Nashornkopfes.
Das exotische Tier wurde in König Manuels I. Menagerie im Ribeira-Palast in Lissabon untergebracht. Manuel I. besaß eine umfangreiche Menagerie, die auch Elefanten umfasste. Nashörner waren in Europa seit Jahrhunderten nicht lebend gesehen worden und nahmen eher den Status eines mythischen Wesens ein. Am 3. Juni 1515 ließ Manuel I. einen jungen Elefanten und das Nashorn aufeinander treffen, um den Bericht von Plinius dem Älteren zu überprüfen, dass Elefanten und Nashörner erbitterte Gegner seien. Unter den Augen einer großen und lauten Menschenmenge, die sich versammelt hatte, um diesem Spektakel beizuwohnen, bewegte sich das Nashorn langsam und zielgerichtet in Richtung seines Gegners. Der junge Elefant dagegen, verwirrt von dem Getöse der ungewohnten Menschenmenge, floh in Panik vom Kampffeld, bevor es zu einer Auseinandersetzung zwischen den beiden Tieren kam.

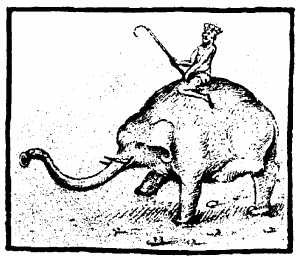
Titelillustration der Leitura Nova: Manuel I. von Portugal auf Hanno, den er 1514 Papst Leo X. in Rom zum Geschenk gemacht hatte

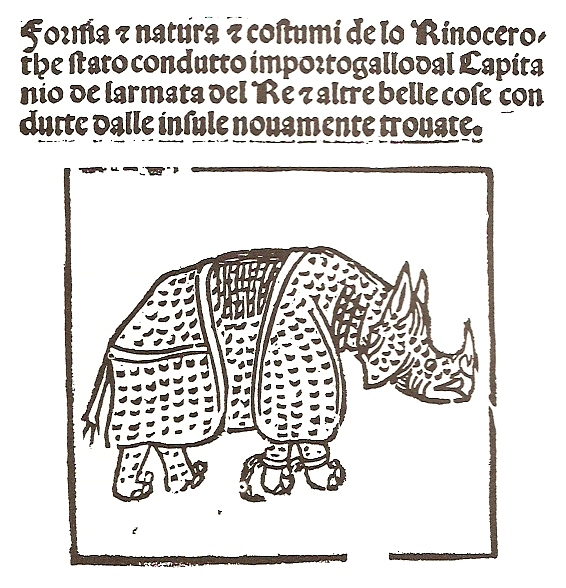
Nashorn (Holzschnitt) auf einer Flugschrift, Rom 1515. Biblioteca Colombina, Sevilla

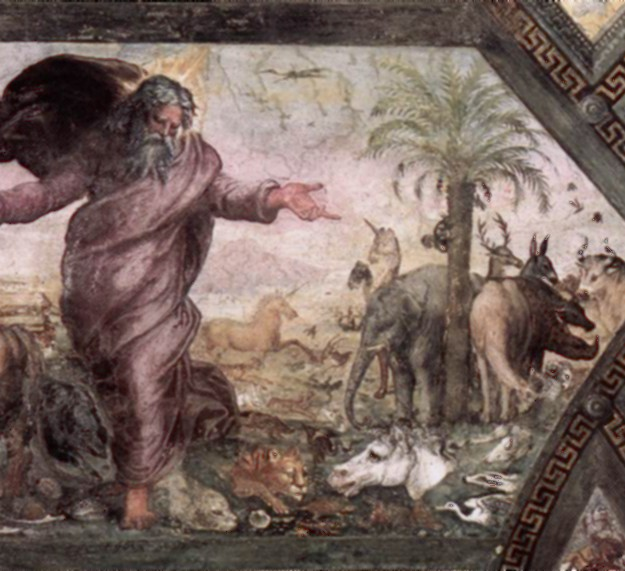
Raffael: Schöpfung der Tiere (Ausschnitt: rechts am Baum das Nashorn, links davon Hanno); 1518/19

### Geschenk an Papst Leo X.
Das Nashorn blieb bis Ende des Jahres 1515 Bestandteil der Menagerie von Manuel I. Dann wurde es als Geschenk an den Medici-Papst Leo X. weitergereicht. Manuel I. lag daran, sich das Wohlwollen des Papstes zu sichern. Im 1494 abgeschlossenen Vertrag von Tordesillas hatte Papst Alexander VI., ein Vorgänger von Leo X., eine zirka 370 Meilen westlich der Azoren liegende Grenze als Demarkationslinie zwischen dem spanischen und portugiesischen Kolonialreich festgelegt. Damit war der amerikanische Kontinent aufgeteilt. Unzureichend geklärt blieb allerdings, wo in Ostasien diese Demarkationslinie verlief – dies war jedoch ausschlaggebend für die Frage, welchen Anteil Spanien und Portugal am lukrativen Gewürzhandel mit Ostasien haben würden. Bezüglich dieser Grenze zwischen den Einflussgebieten der beiden Länder fiel erneut dem Papst eine entscheidende Rolle zu – Anlass genug, sich seine Gunst durch Geschenke zu sichern. 1514 hatte Manuel I. dem Papst bereits den Indischen Elefanten Hanno zum Geschenk gemacht.
Das Nashorn von Lissabon war bereits vor seiner Reise nach Rom dort bekannt geworden. Der Florentiner Arzt und Dichter Giovanni Giacomo Penni hatte bereits kurz nach dem Eintreffen des Tiers in Lissabon einen Traktat in Versen mit dem Titel Forma e natura e costumi de lo Rinocerothe verfasst. Dieser erschien im Juli 1515 in Rom und ist nur in einem einzigen Exemplar erhalten, das sich in der Bibliotheca Colombina in Sevilla befindet. Er enthält auf dem Titelblatt einen Holzschnitt von einem Rhinozeros.
Im Dezember 1515 wurde das Nashorn mit einem neuen Halsband ausgestattet, es erhielt einen „grünen Samtkragen mit Rosen und vergoldeten Ösen“ und dazu eine „Kette von vergoldetem Eisen“. „Mit Fransen geschmückt“ wurde es zusammen mit anderen wertvollen Geschenken, wie Tafelsilbern und Gewürzen, per Schiff auf die Reise nach Rom geschickt. Die Fahrt wurde vor Marseille kurz unterbrochen. Der französische König Franz I., der sich zu dem Zeitpunkt in der Provence aufhielt, hatte gewünscht, das exotische Tier in Augenschein zu nehmen. Am 24. Januar präsentierte man ihm mit allerlei Pomp den Dickhäuter auf der Insel Château d’If in der Bucht von Marseille.
Es war das letzte Mal, dass das Panzernashorn Land betrat. In einem Sturm zerschellte das Segelschiff an der ligurischen Küste nördlich von La Spezia; das mit Ketten ans Deck gefesselte Nashorn ertrank. Der Kadaver wurde wenig später in der Nähe von Villefranche an die Küste gespült; die Haut kam zurück nach Lissabon. Mit Stroh ausgestopft und fachgerecht montiert schickte man das Tier erneut nach Rom, wo es nicht vor Februar 1516 eintraf.

### Nachleben
Das Präparat erregte bei weitem nicht die Aufmerksamkeit, die man dem lebenden Nashorn in Lissabon gezollt hatte. Gleichwohl malte Giovanni da Udine dem Papst das Nashorn in eine Ecke von dessen Palazzo Baldassini, und Raffael setzte später noch eine weitere Abbildung nach dem Exponat in ein Gemälde für die Loggien des Papstpalastes im Vatikan.
Der weitere Verbleib des ausgestopften Nashorns ist ungeklärt; diese Ungewissheit war Anregung für den 1996 erschienenen Roman The Pope's Rhinoceros von Lawrence Norfolk. Für die Annahme, dass die Medici es für ihre naturgeschichtliche Sammlung nach Florenz bringen ließen, gibt es keinen Beleg. Das Universitätsmuseum La Specola in Florenz besitzt ein ausgestopftes Nilpferd und ein Löwenpräparat, erworben von den Medici im 18. Jahrhundert; es gibt aber keinen Hinweis auf ein Rhinoceros in einer der fünf Florentiner naturgeschichtlichen Sammlungen. Möglicherweise wurde es bei der Plünderung Roms im Jahre 1527 zerstört. Kaum belegbar, aber häufig anzutreffen ist die Vermutung, das Präparat befinde sich noch im Vatikan.
Im fünften Buch seines Gargantua setzte François Rabelais (1483/1494–1553) einem Nashorn, das ihm ein Heinrich Klerberg „früher einmal gezeigt“ habe, ein literarisches Denkmal; er fand, es unterscheide sich kaum von einem Eber. Der Gewährsmann ist als Johannes Kleberger zu identifizieren, einen Kaufmann aus Nürnberg, der zur selben Zeit wie Rabelais in Lyon wohnte und als ein Freund der Künste bekannt war; 1526 hatte er sich von Dürer malen lassen.

## Dürers Holzschnitt
Die Geschichte und Technik des Holzschnitts ist ausführlich im Hauptartikel Holzschnitt beschrieben.
Der aus Mähren stammende und in Lissabon ansässige Valentim Fernandes sah das Nashorn kurz nach dessen Ankunft in der portugiesischen Hauptstadt und beschrieb es im Juni 1515 in einem Brief an einen Freund in Nürnberg. Der in deutscher Sprache geschriebene Originalbrief ist nicht erhalten. Eine Abschrift in italienischer Sprache wird in der Biblioteca Nazionale Centrale in Florenz aufbewahrt. Ein zweiter Brief eines unbekannten Absenders mit einer Skizze wurde etwa um die gleiche Zeit von Lissabon nach Nürnberg gesandt und diente als Information über das Aussehen des wilden Tieres, vermerkt am oberen Bildrand des Holzschnittes von Dürer.

### Die Entstehung des Holzschnitts

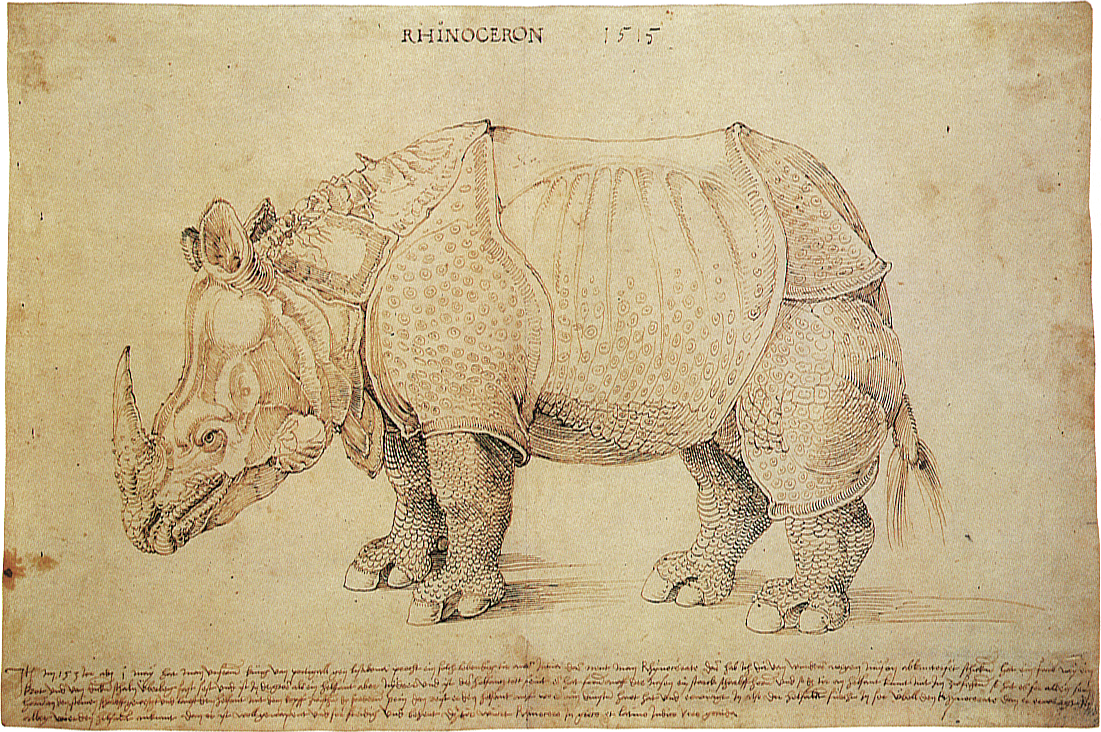
Rhinoceron. Zeichnung Dürers. Nürnberg 1515. Feder und Tinte auf Papier. British Museum, London. Die Ankunft des Tieres in Lissabon ist in dem Begleittext mit 1513 datiert.

Auf der Basis dieser beiden Quellen machte Dürer zwei Zeichnungen. Nach der zweiten Zeichnung entstand der Druckstock des Holzschnitts. Dürer hat ihn wahrscheinlich nicht selbst angefertigt, sondern einen „Formschneider“ damit beauftragt, den Druckstock nach der Zeichnung zu erstellen. Verwendet wurde vermutlich Birnenholz – ausreichend weich, um die feinteilige Wiedergabe zu ermöglichen, aber hart genug, um eine für den geschäftlichen Erfolg hinreichende Anzahl von Abzügen zu gewährleisten.
In seiner 1495 gegründeten Werkstatt druckte Dürer seine Grafiken im Eigenverlag und auf Vorrat. Vertrieben wurden sie über Händler, die seine Drucke auf Messen und Märkten feilboten. Die Entscheidung Dürers, das Tier in einem Holzschnitt und nicht als Kupferstich wiederzugeben, folgte womöglich einem kaufmännischen Kalkül. Zwar nutzt sich der hölzerne Druckstock im Gegensatz zu dem aus Metall schneller ab, Kupferstiche sind aber zeitaufwendiger und deshalb deutlich teurer als Holzdrucke. Und die Darstellung eines Nashorns war ein ungewöhnliches Sujet, denn die Kunden fragten gewöhnlich Bilder mit religiösen Themen nach. Daher könnte es wichtig gewesen sein, das Blatt erschwinglich zu halten.

### Details des Holzschnitts
Der Holzschnitt trägt folgende Inschrift:

„Nach Christus gepurt. 1513. Jar. Adi. j. May. Hat man dem großmechtigen Kunig von Portugall Emanuell gen Lysabona pracht auß India / ein sollich lebendig Thier. Das nennen sie Rhinocerus. Das ist hye mit aller seiner gestalt Abcondertfet. Es hat ein farb wie ein gespreckelte Schildtkrot. Vnd ist von dicken Schalen vberlegt fast fest. Vnd ist in der groeß als der Helfandt Aber nydertrechtiger von paynen / vnd fast werhafftig. Es hat ein scharff starck Horn vorn auff der nasen / Das begyndt es albeg zu wetzen wo es bey staynen ist. Das dosig Thier ist des Helffantz todt feyndt. Der Helffandt furcht es fast vbel / dann wo es Jn ankumbt / so laufft Jm das Thier mit dem kopff zwischen dye fordern payn / vnd reyst den Helffandt vnden am pauch auff vnd er wuorgt Jn / des mag er sich nit erwern. Dann das Thier ist also gewapent / das Jm der Helffandt nichts kan thuon. Sie sagen auch das der Rhynocerus Schmell / Fraydig vnd Listig sey.“

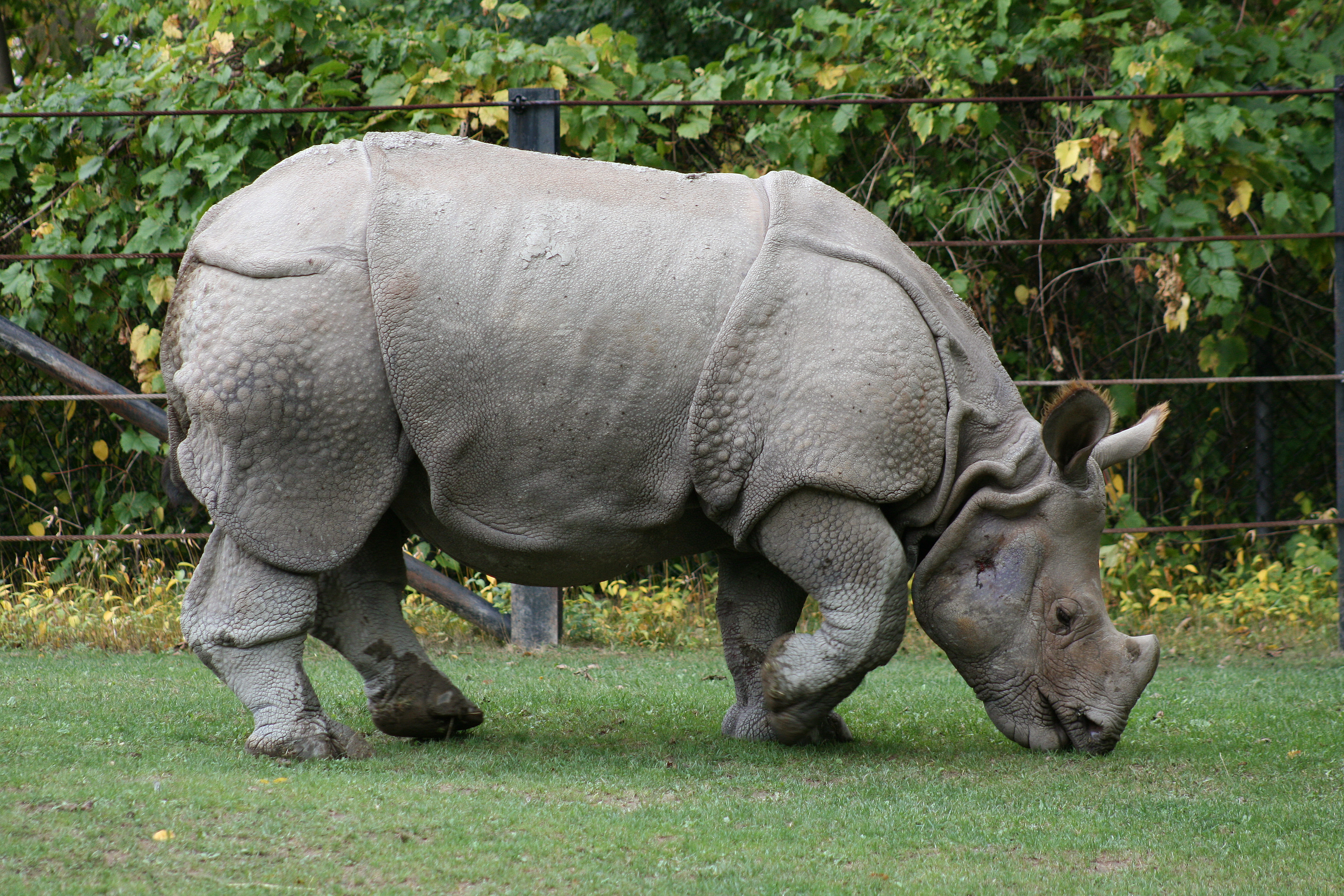
Indisches Panzernashorn

Dürers Holzschnitt enthält nicht nur ein falsches Ankunftsdatum des Nashorns in Lissabon, sondern auch eine anatomisch nicht korrekte Darstellung des Dickhäuters. Beispiele wie sein kauernder Hase oder das Rasenstück verdeutlichen zwar Dürers besonderes Interesse an einer wirklichkeitsgetreuen Darstellung, jedoch weisen wiederum die Abbildungen des Löwen in seinen frühen „Hieronymus“-Holzschnitten fehlerhafte Körperproportionen auf, so dass dieses exotische Tier nach dem Urteil von David Quammen eher einem zu kurz geschorenen Spaniel gleicht.
Dürer stellt das Panzernashorn dar, als sei es, einem mittelalterlichen Ritter ähnlich, mit einem lose auf dem Körper aufsitzenden Eisenpanzer armiert. Der Übergang der Panzerplatte zur Bauchplatte erinnert entsprechend auch an die Einbuchtungen von in Metall geschlagenen Nieten; die Nähte des Panzers stimmen jedoch weitgehend mit dem Verlauf der dicken Hautfalten eines indischen Panzernashorns überein. Dürer gibt die Oberfläche des Panzers wieder, als sei sie gefleckt, der zugefügte Text weist auf eine Farbe ähnlich einem „gespreckelten“ Schildkrötenpanzer hin. Da die Haut von Panzernashörnern an den Hinterbeinen und in der Schultergegend warzenförmige Erhebungen aufweist, kann es sich jedoch um eine Fehlinterpretation der nicht erhaltenen Skizze aus Lissabon handeln.
Die Haut an den Beinen wirkt schuppig und erinnert an Kettenhemden, ebenfalls Bestandteil einer mittelalterlichen Ritterrüstung. Im Genick des Tieres befindet sich ein zweites, kleines und gewundenes Horn. Auch hierbei handelt es sich vermutlich um eine Fehlinterpretation der Dürer vorliegenden Beschreibungen – keine der fünf Nashornarten trägt ein Horn im Nacken. Das Sumatra-Nashorn sowie die in Afrika beheimateten Breitmaul- und Spitzmaulnashörner haben zwar zwei Hörner. Sie tragen diese aber auf der Nase und der Stirn, und allen drei Arten fehlen die charakteristischen Hautfalten. Neben dem Panzernashorn ist nur das Java-Nashorn einhornig und weist die dargestellten Hautfalten auf. Über die Ähnlichkeit dieser Art mit dem Panzernashorn lässt sich die Herkunft des Dürer-Dickhäuters auch zweifelsfrei identifizieren. Das in der Zoologie seit Heini Hediger „Dürerhörnlein“ genannte Nackenhorn könnte aber dennoch einen realen Hintergrund haben. Mehrfach wurden, bereits von Hediger, vor allem beim Breitmaulnashorn hornige Verwachsungen an dieser Körperstelle dokumentiert, die durchaus einem kleinen Horn ähneln.

### Das Nashorn im Bild der Zeitgenossen Dürers

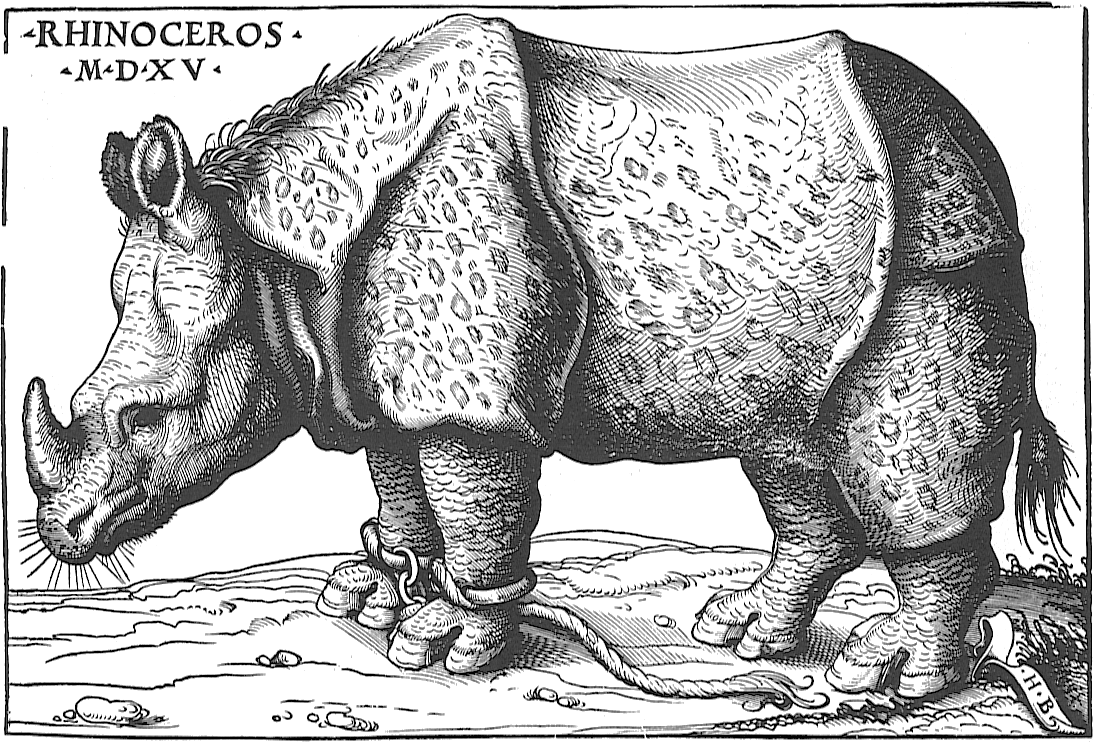
Hans Burgkmair: Rhinoceros. Holzschnitt, 1515. Wien, Albertina

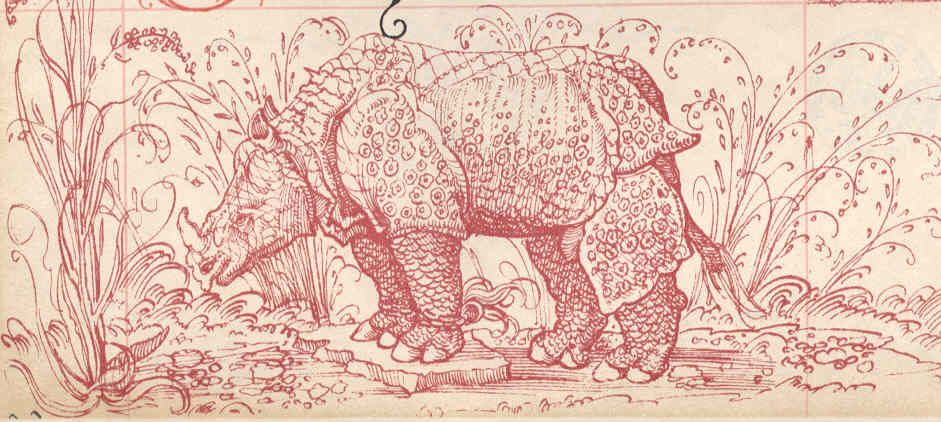
Aus dem Gebetbuch Kaiser Maximilians I. (1514/1515): Das Nashorn im Gebüsch

Dürer war nicht der einzige Künstler, der sich von der Aufsehen erregenden Nachricht über ein in Europa eingetroffenes Nashorn zu einer Druckgrafik inspirieren ließ. Etwa um dieselbe Zeit wie Dürer fertigte in Augsburg Hans Burgkmair ebenfalls einen Holzschnitt an. Burgkmair stand in brieflichen Kontakt mit Kaufleuten in Lissabon und Nürnberg. Es ist allerdings unklar, ob er Zugang zu den Briefen und der Skizze hatte, auf denen Dürers Holzschnitt basierte. Es ist nicht auszuschließen, dass Burgkmair das Tier auch selbst gesehen hat. Burgkmairs Darstellung fehlt das von Dürer dargestellte zweite Horn im Genick; sie zeigt außerdem die Fußfesseln, die das Tier trug. Als einzige Nachbildung der Darstellung Burgkmairs gilt eine geschnitzte Figur im Chorgestühl der Kirche St. Martini in Minden.
Eine weitere zeitgenössische Darstellung, eine Zeichnung, findet sich als Illustration am Rand einer Seite des Gebetbuchs Kaiser Maximilians I. Das Tier ist offenbar nach Burgkmairs Vorlage abgebildet, es trägt dieselben Fußfesseln; allerdings hat es einen ausführlichen Hintergrund aus Pflanzen bekommen, die an Dürers Rasenstück von 1503 erinnern, und auch ihm sitzt ein zweites Horn im Nacken. Eine Inschrift, die aus späterer Zeit stammt, weist in einem Monogramm Albrecht Altdorfer als Zeichner aus.

### Verbreitung

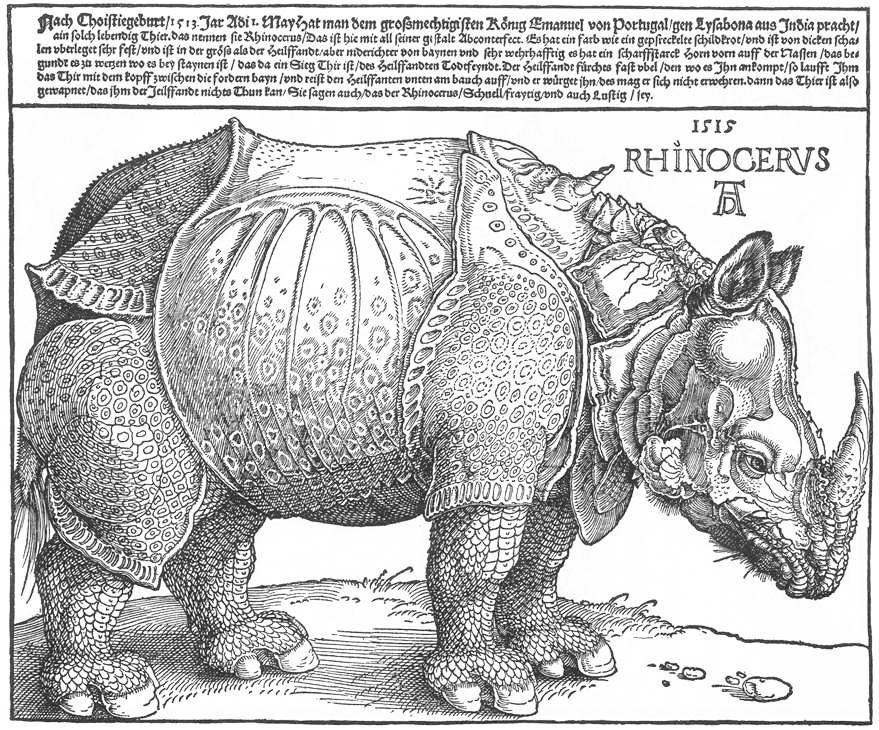
Späterer Abzug Dürers Holzschnitts mit sechs Textzeilen

Die größte Verbreitung erfuhr Dürers Holzschnitt, von dem noch mehrere originale Abzüge erhalten sind; von Burgkmairs Rhinozeros ist heute nur noch ein Abzug bekannt. Die ersten Abzüge des Dürer-Holzschnitts stammen aus dem Jahr 1515 und unterscheiden sich von späteren durch einen nur fünfzeiligen Text im oberen Teil der Grafik. Nach Dürers Tod wurden in den 1540er-Jahren zwei erneute Auflagen von demselben Druckstock hergestellt, der noch zwei weitere gegen Ende des 16. Jahrhunderts folgten. Diese späteren Abzüge weisen sechs Textzeilen auf. Kopien des Dürer’schen Rhinozeros lassen sich bis ins 18. Jahrhundert nachweisen.

## Die kunstgeschichtliche Bedeutung des Holzschnitts

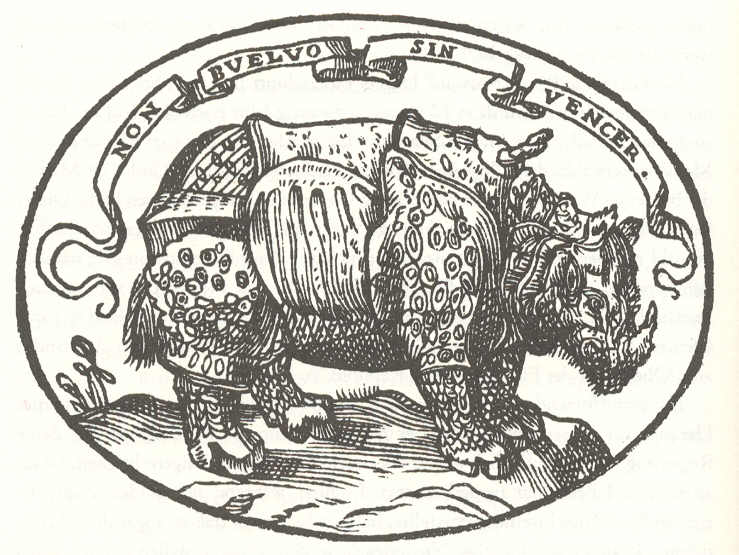
Das Emblem Allesandros de' Medici (Abbildung von 1557)

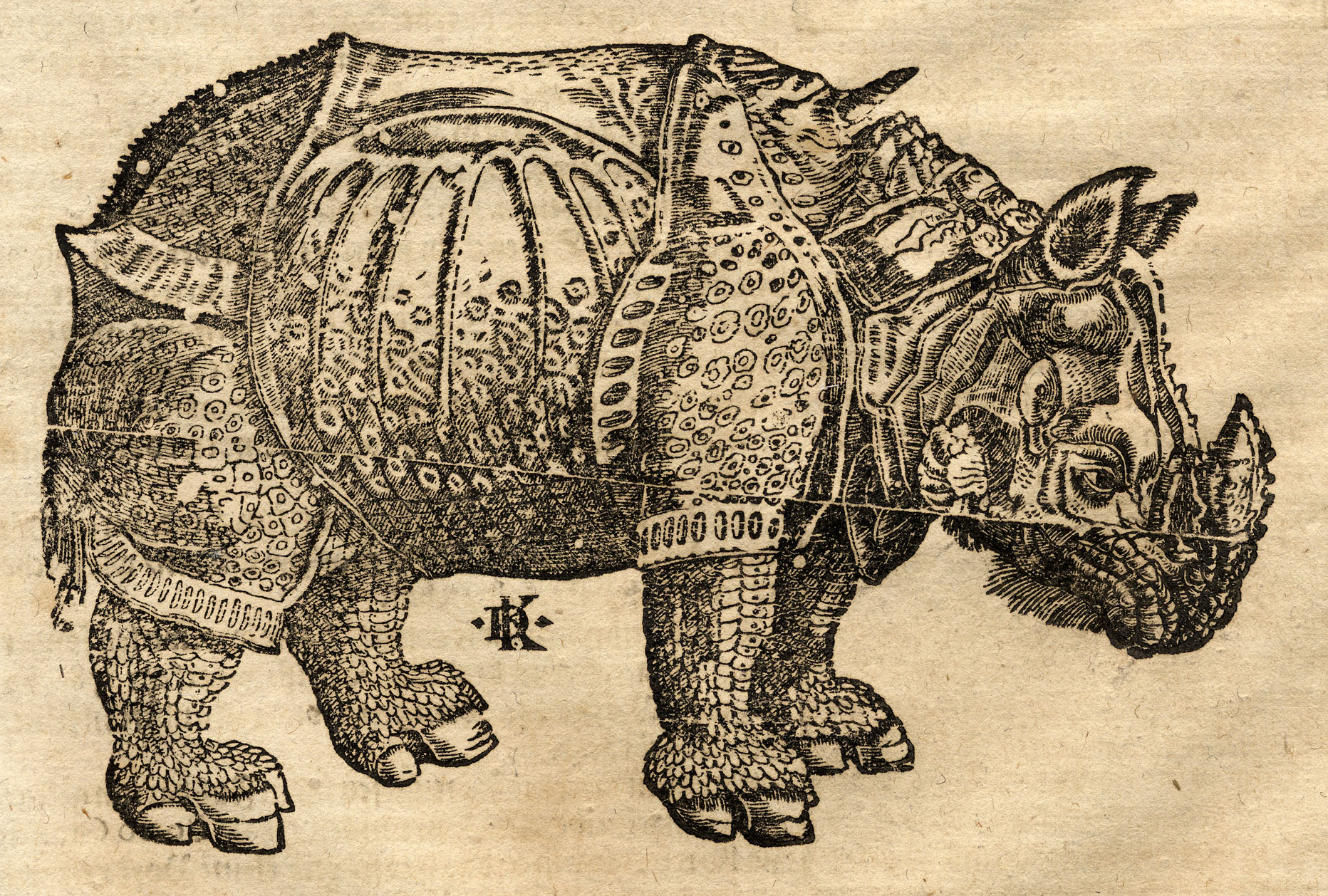
David Kandel: Rinoceros. Aus der Cosmographia Sebastian Münsters, um 1550. Die Ähnlichkeit mit Dürers Darstellung ist unübersehbar.

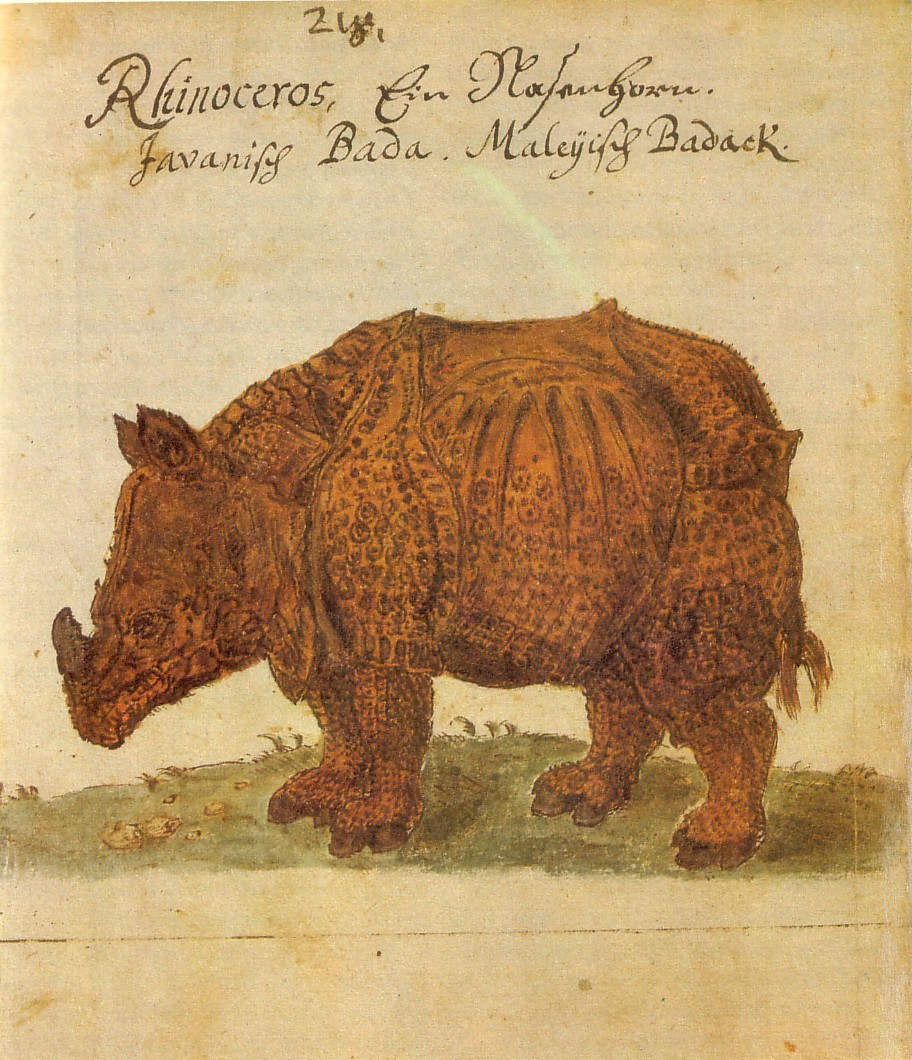
Caspar Schmalkalden: Kolorierte Zeichnung, 17. Jahrhundert; Dürers Schnittmuster des Panzers ist erkennbar wiederholt.

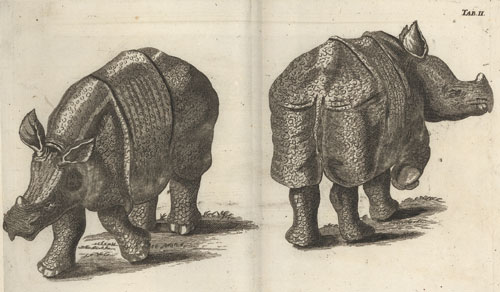
Bewegungsstudie eines Nashorns, 1747

Dürers anatomisch nicht völlig korrekter Holzschnitt blieb bis in die Gegenwart populär und bis ins 18. Jahrhundert prägend für die mitteleuropäische Vorstellung von einem Panzernashorn, obwohl in Europa erneut lebende Nashörner zu sehen waren. Acht Jahre lang, von 1579 bis 1587, wurde in Madrid wiederum ein Panzernashorn gezeigt; ein weiteres hielt sich von 1684 bis 1686 in London auf.

### 16./17. Jahrhundert
Ein Nashorn, das offensichtlich auf Dürers Holzschnitt basierte, wurde von Alexander von Medici (1510–1537) mit dem Motto „non bvelvo sin vencer“ – „Ich werde nicht ohne Sieg zurückkehren“ – als Wahrzeichen gewählt. Dürers Vorlage ist auch in der Skulptur eines Nashorns auszumachen, das sich im unteren Bereich eines 21 Meter hohen Obelisken befand, den Jean Goujon anlässlich der Ankunft von Heinrich II. in Paris im Jahre 1549 entwarf und vor der Kirche Saint-Sepulcre in der Rue Saint-Denis errichten ließ. Ein ähnliches Nashorn findet sich im Bildprogramm einer der Bronzetüren der Kathedrale von Pisa am westlichen Eingang.
Dürers Holzschnitt tauchte auch in einer Reihe naturwissenschaftlicher Texte als Abbildung auf, wie zum Beispiel in Sebastian Münsters „Cosmographia“ von 1544, Conrad Gessners „Historiae Animalium“ von 1551 oder Edward Topsells „Histoire of Foure-footed Beastes“ von 1607. Der überwiegend in Antwerpen tätige Philipp Galle (1537–1612) hatte eine Grafik nach dem Madrider Nashorn gefertigt; diese Abbildung wurde jedoch nicht annähernd so weit verbreitet wie Dürers Holzschnitt.

### 18. Jahrhundert
Die Wirkung von Dürers Darstellung auf die europäische Vorstellung von der Gestalt eines Nashorns begann erst Mitte des 18. Jahrhunderts nachzulassen. Während dieser Zeit gelangten mehrfach erneut Panzernashörner nach Europa. Jean-Baptiste Oudry malte ein lebensgroßes Porträt von Clara, einem Panzernashorn, das mit seinem Besitzer Douwe Mout van der Meer von 1746 bis 1758 durch mehrere Länder Europas tingelte. Von George Stubbs stammt das Porträt eines Panzernashorns, das um 1790 in der Menagerie des Tower of London gehalten wurde. Beide Gemälde waren naturgetreuer als Dürers Holzschnitt und ersetzten allmählich dessen Anschauung eines Panzernashorns. Dazu trug besonders bei, dass Oudrys Gemälde von Clara als Vorlage für eine Illustration in Buffons ab 1749 in 44 Bänden publizierten „Histoire naturelle“ diente, einer in ganz Europa erfolgreichen Naturgeschichte.

### Moderne

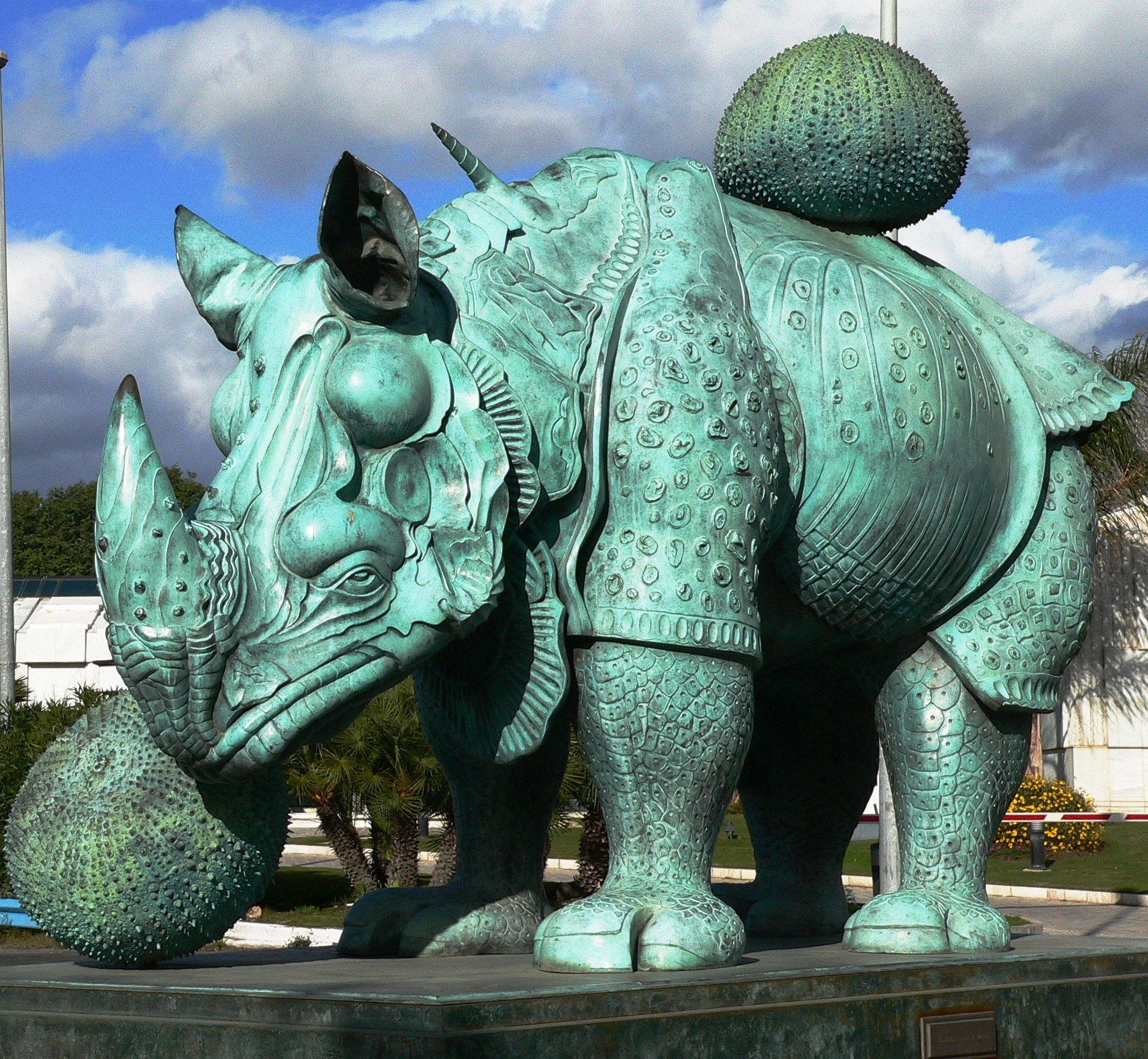
Salvador Dalís Skulptur Rinoceronte vestido con puntillas

In Deutschland blieb Dürers Nashorn seit dem 19. Jahrhundert insbesondere als Illustration in den Schulbüchern gegenwärtig; bis in die 1930er-Jahre galt es darin sogar zuweilen als getreuliche Abbildung eines Rhinoceros. Der Holzschnitt wurde im Kunstunterricht der allgemeinbildenden Schulen seit Mitte des 20. Jahrhunderts als Vorlage für das Studium grafischer Ausdrucksmittel empfohlen und eingesetzt. In der Kunst der Moderne inspirierte Dürers Nashorn Salvador Dalís Skulptur Rinoceronte vestido con puntillas von 1956, die seit 2004 in Marbella aufgestellt ist.
Umberto Eco notierte 1968, dass Dürers Bild eines Nashorns auch „in den Büchern der Entdecker und Zoologen“ auftauche, „die wirkliche Nashörner gesehen haben und wissen, daß diese keine dachziegelartigen Platten haben“. Verglichen mit einer Fotografie, so Eco, wirke der Druck Dürers zwar lächerlich, „aber wenn wir die Haut des Nashorns aus der Nähe untersuchten, würden wir eine solche Menge von Runzeln entdecken, daß in gewisser Hinsicht (z. B. bei einem Vergleich zwischen menschlicher Haut und der Haut des Nashorns) die grafische Verstärkung Dürers viel realistischer erscheinen würde“.
Neil MacGregor nahm Dürers Druck als 75. Objekt in das Projekt Geschichte der Welt in 100 Objekten des Britischen Museums und der BBC auf – einerseits weil Dürers anatomisch freie Darstellung die europäische Vorstellung von diesem exotischen Tier so lange prägte, andererseits weil die Vorlage, das ursprünglich den portugiesischen Eroberern geschenkte Tier, als Sinnbild für die europäische Expansion gesehen werden kann.
Der Büchnerpreisträger Jan Wagner schrieb ein Gedicht mit dem Titel dürers rhinozeros.